# Oxytorus nikkoensis
Oxytorus nikkoensis là một loài tò vò trong họ Ichneumonidae.